# Nils Wessman
Nils Wessman, född 1712 i Annelöv, död 1763, var en svensk amatörarkeolog och assessor.

## Biografi
Wessman föddes 1712 som son till bonden Ola Larsson i Annelöv. Han studerade i Lunds skola. Wessman företog på 1740- och 1750-talet omfattande resor i Skåne för att göra arkeologiska undersökningar och finna fornsaker. Bland annat var han den förste som 1756 analyserade Kungagraven i Kivik. Han gjorde dessutom värdefulla teckningar av runstenar, till exempel de idag försvunna Hybystenen 2, Lilla Harriestenen och Håstadstenen. Nils Wessmans teckningar trycktes senare i Johan Göranssons runologiska verk Bautil (1750). Vidare såg Wessman till att en avskrift av Sven Erlandsson Ehrenflychts historiskt viktiga "Promemoria" om det skånska kriget hamnade på Det Kongelige Bibliotek i Köpenhamn.
Wessman var glad för att gå ut och sågs ofta i societetslivet i Stockholm där han bland annat var känd för att envisas med att ha sitt eget hår och inte peruk samt för sin vana att berätta hiskeliga skånska spökhistorier.Han var mycket god vän med Bellman som omnämner honom i ett av sina verk. 
Hans efterlämnade dokument finns bevarande på Uppsala universitetsbibliotek. 

## Bilder

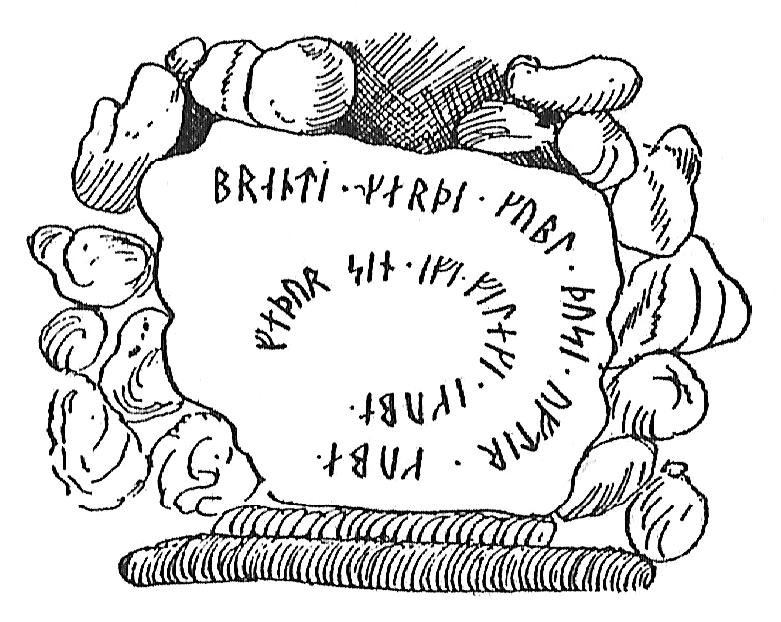
Wessman teckning av Håstadstenen.
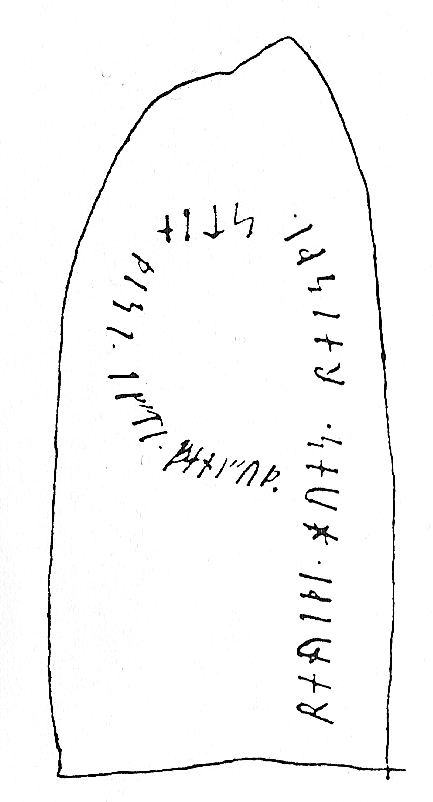
Wessmans teckning av Hybystenen 2.
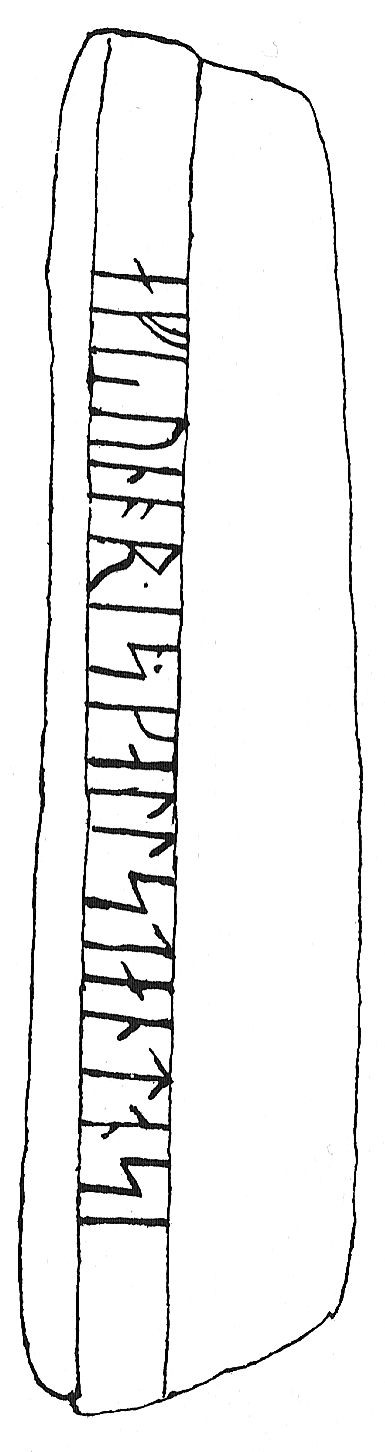
Wessmans teckning av Lilla Harriestenen.